# Al Ouidane
Al Ouidane (arabe : الويدان ; berbère : ⵍⵡⵉⴷⴰⵏ) est une commune rurale de la préfecture de Marrakech, appartenant à la région Marrakech-Safi. Elle ne dispose pas de centre urbain.
Le siège de la commune est situé à environ 15 kilomètres au sud-est de Marrakech, le long de la RN9. A Chwiter, à l'intersection de la RN9 et de la RP2019 (reliant Sidi Abdallah Ghiat), le groupe Alliances réalise une opération d'urbanisme d'envergure entrant dans le cadre du programme des villes nouvelles. Située sur la rive gauche de l'Oued Ghmat, la ville nouvelle de Chwiter est programmée sur une superficie de 214 hectares pour un total de 17 000 logements,